# Спори филтери за пречишћавање воде
Спори филтери за пречишћавање воде или  површинско пречишчавање своју функцију обављају филтрирањем воде кроз биолошку опну коју образују микроорганизми на површини филтерског слоја. Одлика ових филтера је велико смањење мутноће и велики проценат задржавања бактерија (од 98 до 99%).

## Поступак
Поступак спорог пречишћавање воде у овим филтерима који се примењује за филтрирање некоагулисане воде која садржи ниску мутноћу (ретко преко 8°НТУ) и која није хемијски третирана, заснива се на:
Спори филтери за пречишћавање воде који се користе за кондиционирање воде која није хемијски третирана, остварују следеће ефекте:
Ефекат таложника — заснованог на таложењу и агломерацији честица у међупросторима филтерске испуне.
Ефекат сита — заснован на механичком задржавању честица, које су крупније од међуразмака зрнаца филтерске испуне.
Електростатички ефекат — заснован на електростатичким променама услед контакта супротно набијених јона, што доводи до хемијских промене на третираној води.
Биолошки ефекат — заснован на активност микроорганизама који живе на филтерској испуни и у њеној унутрашњости.

## Брзина филтрирања
Ови филтери раде на малим брзинама филтрирања, која је обично од 0,1 до 0,3 m/h (≈ 2 до 10 m/d) и на протоку до 1.000 m3/дан. За јако загађене воде користи се брзина од 2 m/d, а за релативно чисте воде 10 m/d.

## Површина филтера
Површина филтера зависи од потребне дневне количине воде и брзине филтрирања и одређује се по формули:
А = Q/v
где је:
А - површина филтера (m2),
Q - максимална дневна количина воде (m3/d),
v - брзина филтрирања (m/d).
Како је овим филтерима потребна велика површина, то утиче на њихове релативно високе инвестиционе трошкове.

## Врста испуне
Филтерска испуна спорих филтера, је од песка или шљунка и ситније је гранулације него код брзих филтера, а простор изнад испуне димензионише се тако да обезбеди задржавање воде 3 до 15 часова, како би дошло до таложења крупнијих честица, али и међусобног спајања ситнијих. 
Филтерска испуна мора бити чврста, не сме у себи садржати глину, прашину, труње и друге нечистоће. 
Крупноћа и ефективни пречник песка
Крупноћа песка и његова гранулација (униформност) морају бити унутар одређених граница како би се постигао правилан однос између ефикасности филтрирања и хирдауличких карактеристика филтера. 
Ефективни пречник песка (def) или тзв. 10%-тна крупноћа треба да се креће између 0,25 и 0,35 mm, како би до 10% по тежини укупне количине песка може проћи кроз сито са отворима рупица од 0,35 mm у пречнику. Ако пречник отвора сита кроз који може да проде 60% по тежини песка означимо са d60, онда се однос d60/ def = K назива коефицијент униформности, који за дати случај треба да се креће у границама 2,5 - 3,5. 
Дебљина слоја песка и шљунка
Дебљина слоја песка креће се од 60 - 120 cm, и лежи на слоју шљунка 30 - 45 cm. 
Пречник шљунка
Пречник шљунка варира од око 5 cm на дну, до око 4 mm или мање на врху. Шљунак се најчешће поставља у шест слојева, сваки 5 - 7,5 cm дебљине. 
Слој воде
Слој воде изнад песка износи 100 - 150 cm.  
Биолошка опна
Под утицајем дневног светла на површини испуне (10 - 12 mm) образује се танак слој (биолошка опна) од претежно органског материјала са садржајем:
- алги, које за своју исхрану троше угљен-диоксид, нитрате и фосфте из воде, и обогаћују је раствореним кисеоником.
- протозоа, бактерија, бактериофага и други живи организми који учествују у кондиционирању воде уклањањем амонијака, фенола, детерџената, бактерија и боје.

## Конструкција
Спори филтери су објекти, израђени од армираног бетона са правоугаоном или округлом основом, са испуном, и филтерским засипом који се попуњава чистом водом одоздо према горе ради уклањања ваздуха. 
Сирова (необрађена) вод се  доводи на филтер и у њему филтрира одозго према доле. Док филтер не „сазри“, односно док не достигне довољну дебљину, прве количине профилтриране воде морају се одвести, посебним цевоводом, у канализацију.
Обично се праве најмање два филтерска поља у једном објекту за пречишћавање воде.

### Добра страна и мане
Добре стране
Добра страна спори филтера је велика ефикасност и веома једноставно одржавање. 
Мане
Мана спирих филтера су:
- заузимање велике површине земљишта,
- велики почетни трошкови и до два пута већи од брзих филтера.